# Gora Gakkelja
Gora Gakkelja är ett berg i Antarktis. Det ligger i Östantarktis. Australien gör anspråk på området. Toppen på Gora Gakkelja är 1 467 meter över havet.
Terrängen runt Gora Gakkelja är huvudsakligen platt. Trakten är obefolkad. Det finns inga samhällen i närheten.